# El Triunfo, Chichiquila
El Triunfo är en ort i Mexiko.   Den ligger i kommunen Chichiquila och delstaten Puebla, i den sydöstra delen av landet, 220 km öster om huvudstaden Mexico City. El Triunfo ligger 1 635 meter över havet och antalet invånare är 794.
Terrängen runt El Triunfo är kuperad åt sydost, men åt nordväst är den bergig. Terrängen runt El Triunfo sluttar österut. Runt El Triunfo är det ganska tätbefolkat, med 214 invånare per kvadratkilometer. Närmaste större samhälle är Huatusco de Chicuellar, 11,7 km sydost om El Triunfo. I omgivningarna runt El Triunfo växer huvudsakligen savannskog.